# José Martínez (zapaśnik)
José Martínez Tato – argentyński zapaśnik walczący w obu stylach. 
Zajął czwarte miejsce na igrzyskach panamerykańskich w 1975 i szóste w 1979. Złoty medalista igrzysk Ameryki Południowej w 1978 i srebrny w 1982 roku.